# Bongkreksyra

Strukturformel för Bongkreksyra.

Bongkreksyra, summaformel C28H38O7, är en fleromättad trikarboxylsyra som är ett respiratoriskt toxin som binder till och inhiberar adenin-nukleotidtranslokas i mitokondrier. Bongkreksyra bildas av bakterien Burkholderia gladioli och kan bildas vid felaktig jäsning av till exempel kokos- eller majsmjöl. Den tredimensionella strukturen av bongkreksyra bunden till adenin-nukleotidtranslokas löstes 2019 och man kunde visa att bongkreksyra binder till enzymets aktiva säte och hindrar adenosintrifosfat från att bindas där.

## Hälsorisker
Jäsning av kokos och majsmjöl är inslag i en del matkulturer. Till exempel används jäst kokosmjöl som en variant av tempeh och majsmjöl används i jäst soppa. Bongkreksyra har orsakat flera allvarliga fall av matförgiftning i Indonesien, efter att man hade ätit fermenterad kokos, och i Moçambique och Kina efter att man ätit olika former av maträtter baserade på fermenterat majsmjöl.